# Пескопагано
Пескопагано (итал. Pescopagano) је насеље у Италији у округу Потенца, региону Базиликата.
Према процени из 2011. у насељу је живело 1851 становника. Насеље се налази на надморској висини од 947 м.

## Становништво
Према резултатима пописа становништва 2011. у општини је живело 2.022 становника.
| 1931. | 1936. | 1951. | 1961. | 1971. | 1981. | 1991. | 2001. | 2011. |
| ----- | ----- | ----- | ----- | ----- | ----- | ----- | ----- | ----- |
| 3.897 | 4.093 | 4.177 | 4.020 | 3.346 | 3.147 | 2.392 | 2.147 | 2.022 |